# Бран (Од)
Бран (фр. Bram) — коммуна во Франции, находится в регионе Лангедок — Руссильон. Департамент коммуны — Од. Входит в состав кантона Фанжо. Округ коммуны — Каркасон.
Код INSEE коммуны — 11049.

## Население
Население коммуны на 2008 год составляло 3190 человек.
| 1962 | 1968 | 1975 | 1982 | 1990 | 1999 | 2008 |
| ---- | ---- | ---- | ---- | ---- | ---- | ---- |
| 2417 | 2733 | 2643 | 2650 | 2899 | 2969 | 3190 |

## Экономика
В 2007 году среди 1786 человек в трудоспособном возрасте (15—64 лет) 1191 были экономически активными, 595 — неактивными (показатель активности — 66,7 %, в 1999 году было 66,0 %). Из 1191 активных работали 1035 человек (560 мужчин и 475 женщин), безработных было 156 (61 мужчина и 95 женщин). Среди 595 неактивных 147 человек были учащимися или студентами, 214 — пенсионерами, 234 были неактивными по другим причинам.

## Достопримечательности
- Дом археологии Eburomagus
- Замок Лорда
- Церковь Сен-Жюльен (XIV век)

## Фотогалерея

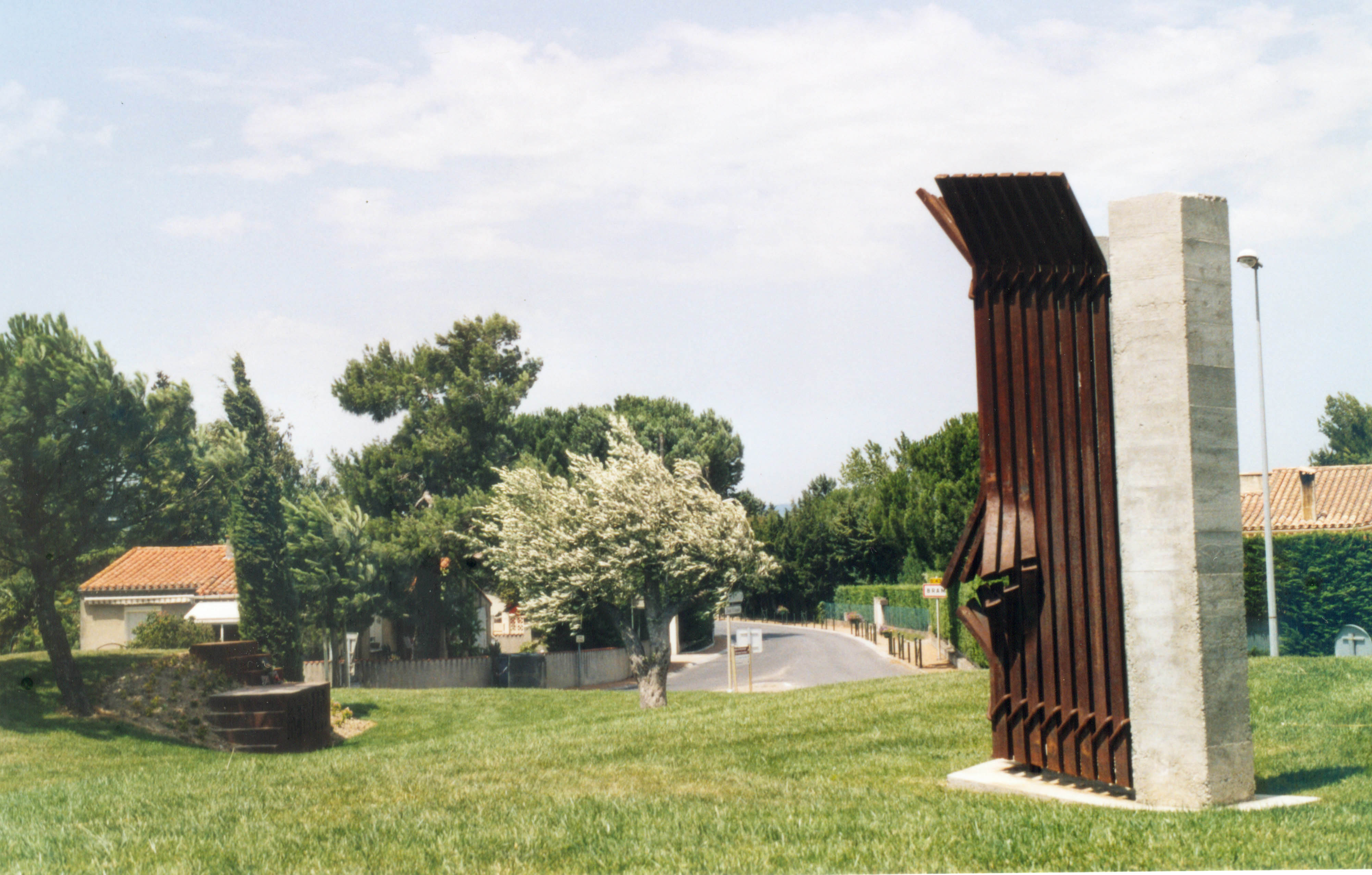
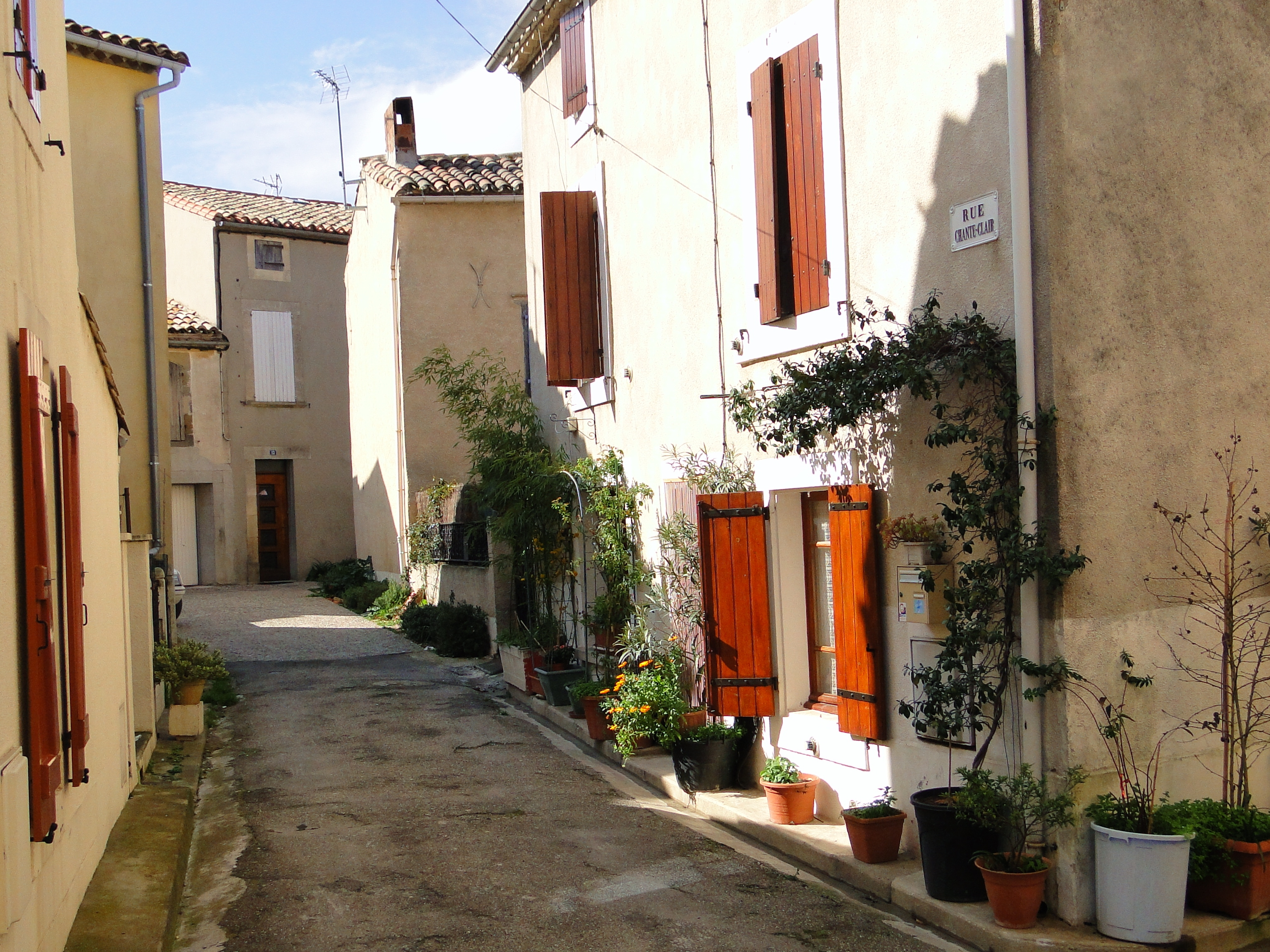
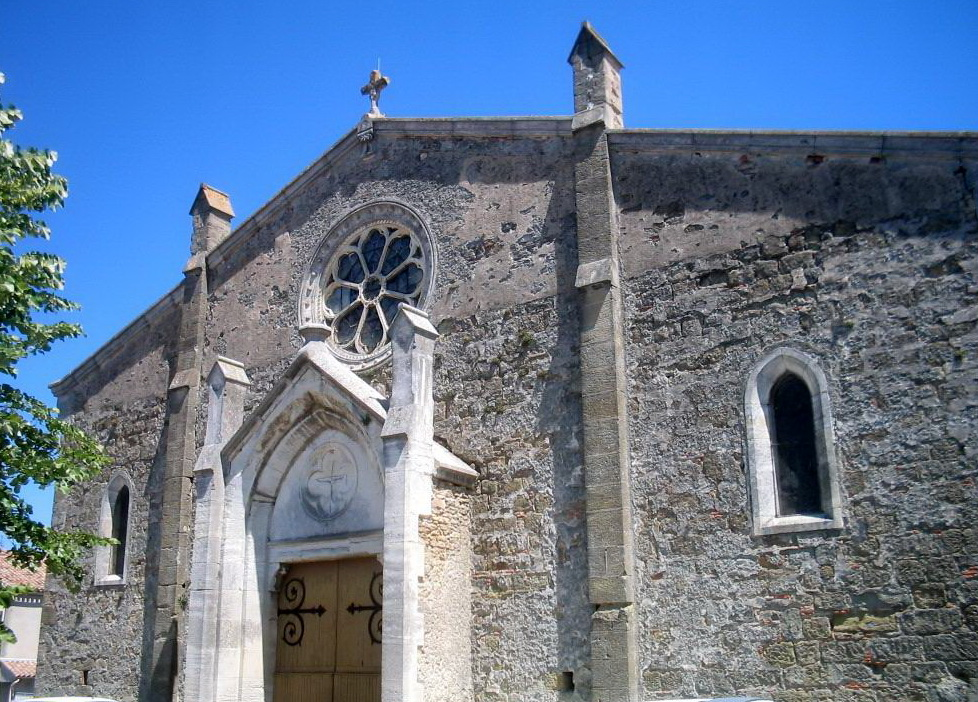
Церковь Сен-Жюльен